# 2015年歐洲運動會自由車比賽
2015年歐洲運動會自由車比賽於2015年6月16日至27日在BMX Velopark和MTB Velopark舉行，此次比賽設立公路自行車、山地自行車和小輪車三個分項。

## 獎牌得主

### 公路賽
| 項目       | 金牌                                  | 银牌                              | 铜牌                              |
| 男子公路賽 | Luis León Sánchez · 西班牙（ESP）     | Andriy Grivko · 乌克兰（UKR）     | Petr Vakoc · 捷克（CZE）          |
| 女子公路賽 | 阿廖娜·阿米亚柳西克 · 白俄罗斯（BLR） | 卡塔日娜·涅维亚多马 · 波兰（POL） | 安娜·范德布雷亨 · 荷兰（NED）     |
| 男子計時賽 | 瓦西里·基里延卡 · 白俄罗斯（BLR）     | Stef Clement · 荷兰（NED）        | Luis León Sánchez · 西班牙（ESP） |
| 女子計時賽 | 埃伦·范戴克 · 荷兰（NED）             | Ganna Solovei · 乌克兰（UKR）     | 安内米克·范弗勒滕 · 荷兰（NED）   |

### 越野賽
| 項目       | 金牌                      | 银牌                             | 铜牌                            |
| 男子越野賽 | 尼诺·舒尔特 · 瑞士（SUI） | Lukas Flückiger · 瑞士（SUI）    | Fabian Giger · 瑞士（SUI）      |
| 女子越野賽 | 约兰达·内夫 · 瑞士（SUI） | Kathrin Stirnemann · 瑞士（SUI） | 马娅·沃什乔夫斯卡 · 波兰（POL） |

### BMX
| 項目 | 金牌                             | 银牌                          | 铜牌                          |
| 男子 | 约里斯·都德 · 法国（FRA）        | Twan van Gendt · 荷兰（NED）  | David Graf · 瑞士（SUI）      |
| 女子 | Simone Christensen · 丹麦（DEN） | Magalie Pottier · 法国（FRA） | Aneta Hladíková · 捷克（CZE） |